# رود یابلون
رود یابلون (انگلیسی: Yablon) یک رودخانه در ناحیه خودگردان چوکوتکای کشور روسیه است.